# 浪弄镇区
浪弄镇区為緬甸德林達依省土瓦縣下辖的一个鎮區。2014年人口118,317人，區域面積815.68平方公里。該鎮區下分77個村莊。浪弄為該鎮區之首府。距離德林達依省首府土瓦約29公里。